# ألبرت رودي
ألبرت رودي (بالإنجليزية: Albert S. Ruddy)‏ (من مواليد 28 مارس 1930) هو منتج أفلام وتلفزيون كندي.

## حياته
ولد رودي في مونتريال ونشأ في مدينة نيويورك تحت رعاية والدته. حصل على منحة دراسية ليتسنى له دراسة الهندسة الكيميائية في كلية مدينة نيويورك. تخرج من كلية الهندسة المعمارية في جامعة جنوب كاليفورنيا وبعدها عمل في قطاع البناء والتشييد في الساحل الشرقي
بعد فترة قصيرلة أمضاها في وارنر براذرز، سنحت له فرصة اجتماع مع جاك وارنر، عندها انتقل رودي ليصبح مبرمج تحت التدريب في مؤسسة راند في سانتا مونيكا، كاليفورنيا. العودة إلى الترفيه، كان رودي كاتب تلفزيوني في يونيفرسال ستوديوز، لكنه ترك عمله عندما وظفه مارلون براندو الأب، والد الممثل الأسطوري مارلون براندو الابن، إنتاج فيلم البذور البرية في عام 1965.

## روابط خارجية
- ألبرت رودي على موقع IMDb (الإنجليزية)
- ألبرت رودي على موقع ألو سيني (الفرنسية)
- ألبرت رودي على موقع أول موفي (الإنجليزية)
- ألبرت رودي على موقع قاعدة بيانات الأفلام السويدية (السويدية)
- ألبرت رودي على موقع قاعدة بيانات الفيلم (الإنجليزية)
- ألبرت رودي على موقع كينوبويسك (الروسية)